# Patrimoni dell'umanità del Senegal
I patrimoni dell'umanità del Senegal sono i siti dichiarati dall'UNESCO come patrimonio dell'umanità in Senegal, che è divenuto parte contraente della Convenzione sul patrimonio dell'umanità il 13 febbraio 1976.
Al 2022 i siti iscritti nella Lista dei patrimoni dell'umanità sono sette, mentre otto sono le candidature per nuove iscrizioni. Il primo sito iscritto nella lista è stato nel 1978 l'isola di Gorée durante la seconda sessione del comitato del patrimonio mondiale. Gli altri siti furono aggiunti nel 1981 (due), 2000, 2006, 2011 e 2012. Cinque siti sono considerati culturali, secondo i criteri di selezione, due naturali; uno è parte di un sito transnazionale.

## Siti del Patrimonio mondiale
| Foto | Sito                                                      | Luogo                                                         | Tipo                         | Anno | Descrizione |
| ---- | --------------------------------------------------------- | ------------------------------------------------------------- | ---------------------------- | ---- | --- |
|      | Isola di Gorée                                            | Gorée                                                         | Culturale (26; vi)           | 1978 | L'isola di Gorée si trova al largo della costa del Senegal, di fronte a Dakar. Dal XV al XIX secolo fu il più grande centro di tratta degli schiavi della costa africana. Governata in successione da portoghesi, olandesi, inglesi e francesi, la sua architettura è caratterizzata dal contrasto tra i cupi quartieri degli schiavi e le eleganti case dei mercanti di schiavi. Oggi continua a servire come promemoria dello sfruttamento umano e come santuario per la riconciliazione. |
|      | Santuario nazionale degli uccelli di Djoudj               | Dipartimento di Dagana                                        | Naturale (25; vii, x)        | 1981 | Situato nel delta del fiume Senegal, il Santuario di Djoudj è una zona umida di 16 000 ettari, comprendente un grande lago circondato da ruscelli, stagni e acquitrini. Forma un santuario vivente ma fragile per circa 1,5 milioni di uccelli, come il pellicano bianco, l'airone rosso, la spatola africana, l'airone bianco maggiore e il cormorano. |
|      | Parco nazionale di Niokolo-Koba                           | Regione di Kédougou, Regione di Kolda, Regione di Tambacounda | Naturale (153; x)            | 1981 | Situate in una zona ben irrigata lungo le rive del fiume Gambia, le foreste a galleria e le savane del Parco nazionale di Niokolo-Koba hanno una fauna molto ricca, tra cui elands di Lord Derby (la più grande delle antilopi), scimpanzé, leoni, leopardi e un grande popolazione di elefanti, oltre a molti uccelli, rettili e anfibi. |
|      | Isola di Saint-Louis                                      | Saint-Louis                                                   | Culturale (956; ii, iv)      | 2000 | Fondata come insediamento coloniale francese nel XVII secolo, Saint-Louis fu urbanizzata a metà del XIX secolo. Fu capitale del Senegal dal 1872 al 1957 e svolse un importante ruolo culturale ed economico in tutta l'Africa occidentale. La posizione della città su un'isola alla foce del fiume Senegal, il suo piano urbanistico regolare, il sistema di banchine e la caratteristica architettura coloniale conferiscono a Saint-Louis il suo aspetto e l'identità distintivi. |
|      | Cerchi di pietra di Senegambia                            | Comunità rurale di Ngayène, Wanar (altri 2 sono in Gambia)    | Culturale (1226; i, iii)     | 2006 | Il sito è costituito da quattro grandi gruppi di cerchi di pietre che rappresentano una straordinaria concentrazione di oltre 1000 monumenti in una fascia larga 100 km lungo circa 350 km del fiume Gambia. I quattro gruppi, Sine Ngayène, Wanar, Wassu e Kerbatch, coprono 93 cerchi di pietre e numerosi tumuli funerari, alcuni dei quali sono stati scavati per rivelare materiale che suggerisce date comprese tra il III secolo a.C. e il XVI secolo d.C. Insieme, i cerchi di pilastri di laterite e i relativi tumuli funerari presentano un vasto paesaggio sacro creato nel corso di oltre 1500 anniche riflette una società prospera, altamente organizzata e duratura. |
|      | Delta del Saloum                                          | Dipartimento di Fatick, Dipartimento di Foundiougne           | Culturale (1359; iii, iv, v) | 2011 | Il sito è caratterizzato da 218 cumuli di molluschi, alcuni dei quali lunghi diverse centinaia di metri, prodotti dai suoi abitanti umani nel corso dei secoli. I luoghi di sepoltura su 28 dei cumuli assumono la forma di tumuli dove sono stati trovati notevoli manufatti. Sono importanti per la nostra comprensione delle culture dei vari periodi di occupazione del delta e testimoniano la storia degli insediamenti umani lungo la costa dell'Africa occidentale. |
|      | Paese Bassari: paesaggi culturali Bassari, Fulani e Bedik | Regione di Kédougou                                           | Culturale (1186; iii, v, vi) | 2012 | Il sito, situato nel sud-est del Senegal, comprende tre aree geografiche: l'area Bassari–Salémata, l'area Bedik–Bandafassi e l'area Fula–Dindéfello, ciascuna con i suoi tratti morfologici specifici. I popoli Bassari, Fulani e Bedik si stabilirono dall'XI al XIX secolo e svilupparono culture e habitat specifici in simbiosi con l'ambiente naturale circostante. Il paesaggio bassarese è segnato da terrazzamenti e risaie, intervallati da borghi, frazioni e siti archeologici. I villaggi Bedik sono formati da densi gruppi di capanne con ripidi tetti di paglia. Le espressioni culturali dei loro abitanti sono caratterizzate da originali pratiche agro-pastorali, sociali, rituali e spirituali, che rappresentano una risposta ai vincoli ambientali e alle pressioni umane. Il sito è un paesaggio multiculturale ben conservato che ospita culture locali originali e ancora vivaci. |

## Siti candidati
| Foto | Sito                                                                                | Luogo                                                            | Tipo             | Anno       | Descrizione |
| ---- | ----------------------------------------------------------------------------------- | ---------------------------------------------------------------- | ---------------- | ---------- | --- |
|      | Aéropostale                                                                         | Dakar, Saint-Louis                                               | Culturale (2072) | 18/11/2005 | La linea Aéropostale è stata avviata nel 1918 da Pierre-Georges Latécoère. Era un progetto aereo tra Francia, Senegal e Argentina in Sud America. In Senegal, l'Aéropostale ha lasciato molte tracce a Saint-Louis (idrobase, Hôtel de la Poste dove alloggiavano gli equipaggi e molte icone nel paesaggio urbano). Anche a Dakar abbiamo molte tracce tra cui l'idrobase, la prima torre di controllo, le targhe commemorative ecc.. |
|      | Isola di Carabane                                                                   | Carabane                                                         | Culturale (2075) | 18/11/2005 | Si tratta di un banco di terra di quasi 57 km² ricoperto da una fitta foresta di mangrovie con una vegetazione lussureggiante popolata da specie prestigiose come kapok, baobab, palme e palme da cocco. Già luogo della tratta degli schiavi, prima stazione commerciale francese nel 1836, Carabane fu anche la prima capitale amministrativa della Casamance, fino al 1904. Sotto l'amministratore Emmanuel Bertrand Bocande, Carabane ricevette nel 1852 un piano urbanistico che permise la costruzione di diversi edifici di magnifica architettura.                                                                       |
|      | Architettura rurale della Bassa Casamance: le capanne a impluvium del regno Bandial | Dipartimento di Ziguinchor                                       | Culturale (2076) | 18/11/2005 | Nel regno di Bandial, chiamato comunità di Mof Ëwi, si creò una forma architettonica del tutto originale in Africa: la casa a corona con impluvium centrale. Ogni grande famiglia aveva un tempo un'unica casa, i cui elementi, sotto lo stesso tetto a due falde, sono disposti in cerchio; i diversi ambienti della casa formano così una corona attorno ad un piccolo cortile centrale su cui la falda interna del tetto cade a imbuto, il cui diametro è molto variabile, lascia passare la luce e raccoglie la pioggia che cade in un abbeveratoio di terra da dove defluisce all'esterno attraverso uno scarico interrato. |
|      | Parco nazionale delle îles de la Madeleine                                          | Dakar                                                            | Misto (2077)     | 18/11/2005 | Il Parco nazionale delle îles de la Madeleine, un paradiso naturale ma anche un sito culturale per la comunità di pescatori Lebou, si trova a circa 4 km a ovest di Dakar nell'Oceano Atlantico. Ospita il genio protettivo "Ndoek-Daour" della città di Dakar secondo le tradizioni di questa comunità. |
|      | Scali del fiume Senegal                                                             | Regione di Matam, Regione di Saint-Louis, Regione di Tambacounda | Culturale (2078) | 18/11/2005 | Gli scali sul fiume Senegal costituivano l'entroterra naturale di Saint-Louis du Senegal. Gli scali erano originariamente visti come adattamenti delle stazioni commerciali che erano dotati di consoli e commissari, magazzini e uffici ad uso degli europei. In Senegal si preferiva chiamarli scali per riflettere meglio il fatto che erano le prime chiatte galleggianti temporanee dove venivano lavorate gomma, pelli, avorio, schiavi, ecc. Gli scali più importanti sono stati Dagana, Podor, Richard Toll, Salde e Matam.                                                                                              |
|      | Tumili di Cekeen                                                                    | Dipartimento di Diourbel                                         | Culturale (2079) | 18/11/2005 | I tumuli funerari di terra, comunemente chiamati mbanaar in lingua wolof, sono monumenti funebri realizzati con la sabbia. Di tutti i siti riconosciuti in Senegal, quello di Cekeen (Thiékène), un villaggio nel centro del paese, è il più notevole. Ospita il tumulo più alto - circa 12 metri - chiamato "Wago Fal", compreso in un gruppo di 56, uno dei siti di tumuli più spettacolari di tutta l'Africa occidentale. |
|      | Lac Rose                                                                            | Dipartimento di Rufisque                                         | Misto (2080)     | 18/11/2005 | È una vera curiosità naturale grazie all'eccezionale colorazione delle sue acque che virano quotidianamente dal malva al rosa scarlatto. Coprendo un'area di circa 3 km², è diviso in quattro sezioni adiacenti denominate Khaar Yaala, Khosss, Virage e Daradji. Con una profondità massima di 3 m, contiene una grande quantità di sale che, dagli anni '70, viene sfruttato ed esportato in tutta la regione. |
|      | Vecchia Rufisque                                                                    | Rufisque                                                         | Culturale (2081) | 18/11/2005 | A seguito dell'applicazione di un piano urbanistico redatto nel 1862, Rufisque è organizzata in una struttura dualistica: al centro il nuovo quartiere dell'Escale dove sono ubicate le ville dei grandi commercianti e dall'altro, a est come a ovest, l'agglomerato dei quartieri lébou. Il perimetro di salvaguardia di questa città è circoscritto nel settore oggi limitato a sud dai canali dell'est e dell'ovest e a nord dalla ferrovia della SNCFS. |